# Parogenerátor

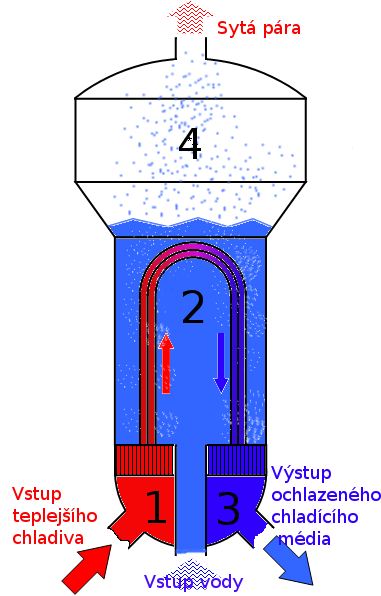
Schéma parogenerátoru.

Parogenerátor (parní generátor) je zařízení, které slouží k předávání tepla mezi jednotlivými okruhy jaderné elektrárny. Toto zařízení se používá zejména v některých druzích jaderných elektráren pro předávání tepla z primárního okruhu s jaderným reaktorem do sekundárního okruhu s parní turbínou. Podobné zařízení se nachází v uhelných elektrárnách, zde se ovšem nazývá parní buben. Teplo z primární části je vedeno chladicím mediem do trubek v parogenerátoru. Toto teplo trubky ohřeje na vysokou teplotu. Voda v sekundární části parogenerátoru je již vypařována těmito trubkami podobným způsobem, jako voda v rychlovarné konvici. Poté se pára přes různé separátory vede potrubím do turbíny v sekundárním okruhu.

## Základní principy, dělení
Základní dělení parogenerátorů je podle použitého chladiva na primární straně parogenerátoru. Rozlišujeme tyto typy parních generátorů:
- tekutý kov - voda: tento typ parního generátoru se používá zejména u elektráren s rychlými reaktory (FBR), použité tekuté kovy jsou nejčastěji eutektikum olovo-bismut, nebo sodík
- voda - voda: využívá se u nejčastěji provozovaných tlakovodních reaktorů (PWR a VVER) nebo CANDU
- plynné médium - voda: tento typ byl využíván u reaktorů chlazených plynem (např. první československá jaderná elektrárna A1, HTGR, Magnox, APR), dnes se nejčastěji uvažuje o elektrárnách s reaktorem chlazeným heliem

U nejčastěji provozovaných typů reaktorů PWR a VVER se využívají vertikální nebo horizontální parogenerátory. Jelikož jsou VVER reaktory v ČR jediné provozované je zde podrobnější popis jejich parogenerátorů.

## Konstrukce

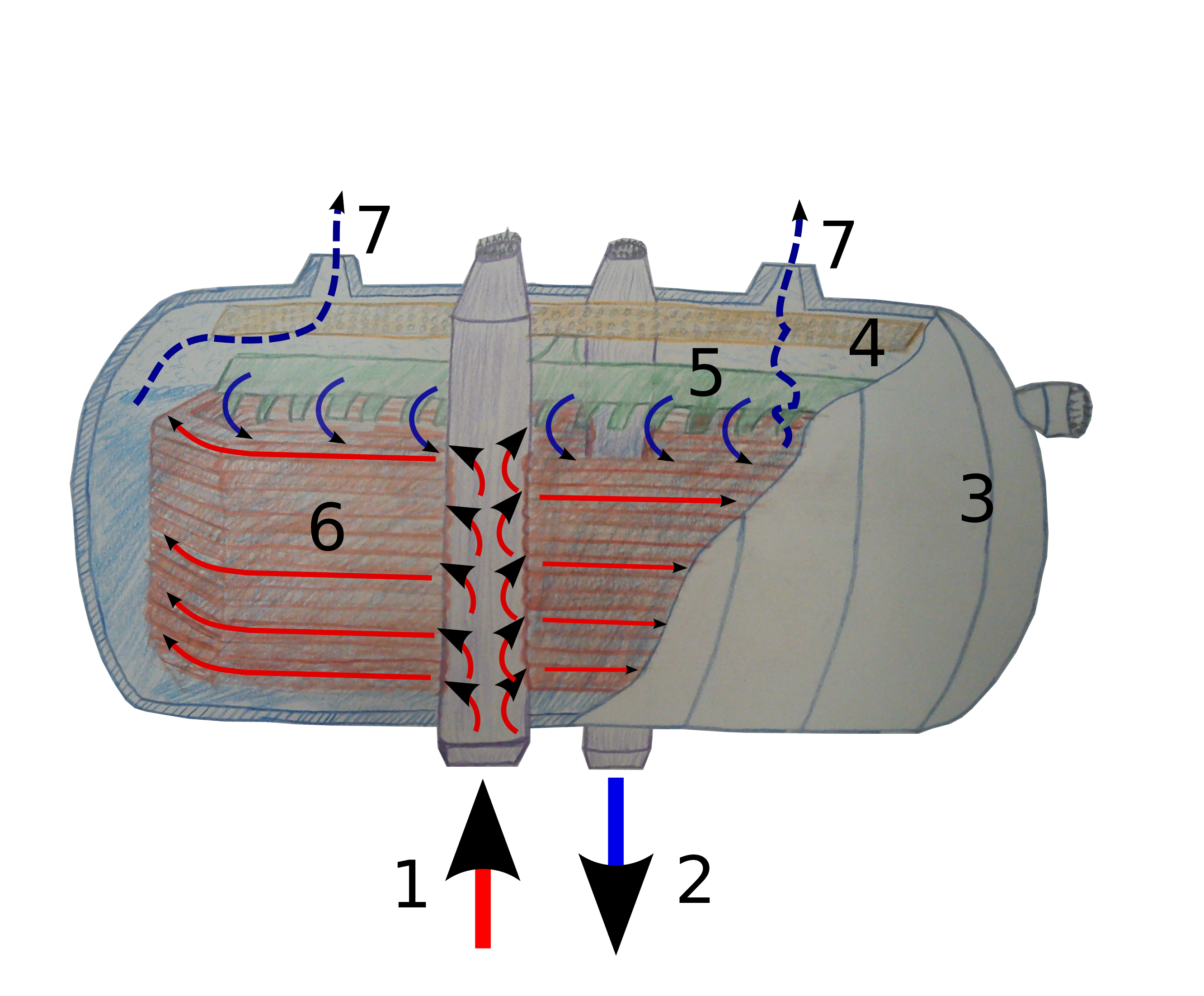
1. vstup horké primární vody, 2. odvod ochlazené primární vody zpět do primárního okruhu, 3. tlaková nádoba parogenerátoru, 4. separátory páry, 5. rozstřik sekundární chladicí vody na ohřáté trubky primární části, 6. trubky s chladicí vodou z primární části, 7. odvod vypařené syté páry přes separátory na turbínu

Hlavní částí parogenerátorů jsou teplosměnné trubky, ve kterých proudí voda o vysoké teplotě (u jaderných elektráren 320 °C) a vysokém tlaku (u jaderných elektráren asi 16 MPa) z primárního okruhu. Další důležitou částí je tlaková nádoba parního generátoru. Do této nádoby přitéká voda ze sekundárního okruhu o nižší teplotě a tlaku než voda v okruhu primárním. V této nádobě jsou horizontálně umístěny dříve zmíněné trubky. Tyto trubky jsou omývány vodou ze sekundárního okruhu, ze které se při kontaktu s trubkami tvoří pára. Tato pára je pak přiváděna do separátorů páry a dále pokračuje potrubím do turbíny. Ve spodní části tlakové nádoby parního generátoru se nachází vývody pro odvod odkalu, v horní části se nachází potrubí pro odvod odluhu.